# دوغ أندرسون (لاعب كرة قدم)
دوغ أندرسون (29 أغسطس 1963 بهونغ كونغ في الصين - 15 يونيو 2015) هو لاعب كرة قدم صيني في مركز الوسط. لعب مع أولدهام أثلتيك وكامبريدج يونايتد ونادي بليموث أرجايل ونادي ترانمير روفرز لكرة القدم ونادي نورثامبتون تاون وDouble Flower FA ‏.